# Шарама
Шарама́ (рос. Шарама) — присілок у складі Нижньосергинського району Свердловської області. Входить до складу Михайловського міського поселення.
Населення — 146 осіб (2010, 131 у 2002).
Національний склад станом на 2002 рік: татари — 79 %.